# Château de Beauvais (Mayenne)
Pour les articles homonymes, voir Château de Beauvais.
 (février 2017).
Si vous disposez d'ouvrages ou d'articles de référence ou si vous connaissez des sites web de qualité traitant du thème abordé ici, merci de compléter l'article en donnant les références utiles à sa vérifiabilité et en les liant à la section « Notes et références ».
Le château de Beauvais est un château situé à Changé. Il était le siège d'une châtellenie assez considérable, qui relevait, pour la plus grande partie de la châtellenie de Saint-Ouën-des-Toits, membre  du comté de Laval.

## Localisation
Il était situé à l'extrémité ouest, à environ 7 km du bourg de Changé. Construit sur un plateau, il dominait toute la région. Il n'existe aucun renseignement écrit sur son origine, ni sa destruction.

## Histoire
Sa mouvance s'étendait sur un grand nombre de terres et fiefs de moindre importance, situés dans les paroisses d'Andouillé, Changé, La Baconnière, Le Bourgneuf-la-Forêt, Le Genest, Saint-Germain-le-Fouilloux, Saint-Jean-sur-Mayenne et Saint-Ouën-des-Toits. 
En 1388, un accort fait entre messire Guy, sire de Laval, et Pierre, sire de Mathefelon, pour raison de deux estangs sis au dessoubs de l'herbegement de Beauvoirs et aultres choses y contenues. Cette pièce porte la date du vintiesme jour du moys de mars lan de grace mil trois cens quatre vings et huict.. Le sire de Mathefelon et le sire de Laval avaient eu de nombreux et longs démêlés au sujet de deux étangs qu'ils possédaient en commun tout près du château de Beauvais et de plusieurs faits exercés par les gens et officiers de justice des deux seigneuries. En 1388, un accord intervint entr'eux pour régler et terminer ces différends.
Les fiefs d'Entrammes s'étendaient en Saint-Germain-le-Fouilloux, Saint-Jean-sur-Mayenne, Montflours, et autres paroisses, et qui dépendaient primitivement de la châtellenie d'Entrammes, à laquelle des tailles étaient dues à la mi-août par les fiefs de Fouilloux, de Maritourne (Argentré), d'Orenge, de la Marche, de la Ragottière et de Beauvais. Guy XII de Laval acheta les fiefs d'Entrammes, et non la terre et châtellenie d'Entrammes, en 1408, de Jeanne de Mathefelon, avec les châtellenies de Saint-Ouen et de Juvigné.
Le seigneur de Beauvais exerçait sur ses sujets ou vassaux les droits de haute, moyenne et basse justice et tout ce qui en dépendait ou pouvait en dépendre, suivant la coutume du Maine. Il avait la connaissance des actions réelles et personnelles entre ses sujets, le droit de marc et mesures, les épaves mobilières et foncières, coutumes et levage et tout ce qui pouvait en dépendre. Il avait en outre le droit, tant en ses Bois à la Dame qu'en la terre de Beauvais, de chassee à cry et à corne, faire hayer, et louveteaux prendre, et emporter touttes bestes sauvaiges, rouges, rousses et noires; et celui de contraindre ses sujets de tourner moudre leurs grains à son moulin, au cas de la coustume. Il avait encore le droit et usage à chaufaige et fayre tout merain, tant à maisonner que autrement en la forest de Barbain, appartenant au comte de Laval, sans marque et sans montrée, à mener et emporter à chevaux, à col et à charettes et à mener en la cour de Beauvais pour toutes ses necessitez et affaires.
En 1710, la haute et moyenne justice, ainsi que le titre de châtellenie n'étaient plus attachés au fief de Beauvais.

## Liste des seigneurs de Beauvais

### Famille de Mayenne
La seigneurie de Beauvais, ne comprend pas de document antérieur au XIIe siècle. Elle était possédée probablement, avec les seigneuries de Saint-Ouën, de Juvigné, de
Loiron, de Lancheneil, en la paroisse de Nuillé-sur-Vicoin, et des Ponts de Laval, nommés de Mayenne, par la famille des seigneurs de Mayenne.
- Geoffroy II de Mayenne
- Gautier IV de Mayenne
- Juhel II de Mayenne
- Geoffroy III de Mayenne

### Famille de Mathefelon

Armes de la Famille de Mathefelon : De gueules aux six écus d'or ordonnés 3, 2 et 1.

- Thibault Ier de Mathefelon, époux de Mahaud de Mayenne
- Thibault II de Mathefelon
- Phoquet ou Foulques II de Mathefelon
- Thibault III de Mathefelon, à la mort de son frère, en 1255
- Foulques III de Mathefelon
- Herbert de Mathefelon
- Geoffroy II de Mathefelon
- Thibault IV de Mathefelon
- Pierre de Mathefelon. Il possédait la terre en de Beauvais en 1388.
- Jeanne de Mathefelon, fille de Thibault IV de Mathefelon, mariée à Guillaume VII de Parthenay-l'Archevêque

### Famille de Parthenay

Armes de la Famille de Parthenay.

- Jean II de Parthenay-l'Archevêque

### Famille de Montenay, Guérin et Bouchard
- Guillaume de Montenay
- Aymeric Guérin, époux de Jeanne de Montenay
- Jean Bouchard, époux d'Aymerie Guérin
- Pierre Bouchard

### Famille du Bailleul et de Favières
- Jean II du Bailleul
- Etienne du Bailleul
- François de Favières, époux de Louise du Bailleul
- Louise du Bailleul
- François II de Favières

### Famille de Charnièresetde Dampierre
- René de Charnières
- Catherine de Feschal, veuve de René de Charnières
- Hélie et Daniel de Charnières
- Suzanne de Charnières

### Famille de Quatrebarbes

Armes de la Famille de Quatrebarbes.

- René V de Quatrebarbes, époux de Jacqueline de Préaulx
- Gilbert de Quatrebarbes
- Hyacinthe Ier de Quatrebarbes
- Claude de Quatrebarbes et René VI de Quatrebarbes
- Françoise de Quatrebarbes, épouse du comte de la Motte

### Famille Dorion, Levesque des Valettes, Leclerc des Gaudesches
- René Dorion
- Jean-Gabriel Levesque des Valettes, époux de Marie-Marthe Dorion
- Marie-Catherine Levesque des Valettes, épouse de Jérôme-Pierre Leclerc des Gaudesches
- Marie Leclerc des Gaudesches
- Hardy de Lévaré
- Frédéric Godeau